# Shinshiro, Aichi
Shinshiro (新城市 Shinshiro-shi, Tân Thành) là một thành phố thuộc tỉnh Aichi, Nhật Bản.
Tính đến năm 2010, thành phố có dân số ước tính là 50.379 và mật độ dân số 101 người/km². Tổng diện tích là 499 km².

## Hợp nhất
Thành phố được hợp nhất với thị trấn Hōrai và làng Tsukude ngày 1 tháng 10 năm 2005 và trở thành thành phố lớn thứ 2 tỉnh Aichi, chỉ đứng sau Toyota.

## Địa điểm tham quan
Sakurabuchi （桜ぶち） là công viên lớn nhất vùng trung Shinshiro.

## Thành phố kết nghĩa
Newcastle (1998)

## Người nổi tiếng
- Ota Akihiro: nghị sĩ Hạ viện
- Yamakawa Naoto: đạo diễn phim
- Matsumoto Hiroyuki: diễn viên
- Nishida Eri: ca sĩ, diễn viên